# Poskwitów
Poskwitów  (też: Poskwitów Nowy) – wieś w Polsce położona w województwie małopolskim, w powiecie krakowskim, w gminie Iwanowice przy drodze wojewódzkiej nr 773.
| SIMC    | Nazwa           | Rodzaj    |
| ------- | --------------- | --------- |
| 0320680 | Kapkaz          | część wsi |
| 0320696 | Kopalina        | część wsi |
| 0320704 | Nowy Poskwitów  | część wsi |
| 0320710 | Stary Poskwitów | część wsi |

Wieś Poskitów położona w powiecie proszowskim województwa krakowskiego, wchodziła w 1662 roku w skład klucza iwanowickiego Łukasza Opalińskiego. W latach 1975–1998 miejscowość administracyjnie należała do województwa krakowskiego.